# Hatnapos hadjárat
A hatnapos hadjárat Napóleon császár utolsó győzelmi sorozata volt 1814. február 10–14. között, mielőtt a hatodik koalíció seregei körülzárták volna Párizst.
A császár 70 000-es seregével félmillió főnyi szövetséges haderő nézett szembe Blücher porosz tábornagy és Schwarzenberg herceg osztrák császári tábornagy parancsnoksága alatt.
A rövid hadjárat alatt a császár vereségek sorozatát mérte az előrenyomuló porosz és orosz csapatokra. Napóleon összesen 17 750 főnyi veszteséget okozott Blücher 100 000 fős hadseregének, míg saját csapatainak létszáma összesen 30 000 főt tett ki. A történészek ezért a hatnapos hadjáratot tartják Napóleon hadtörténetileg legnagyszerűbb hadjáratának.
Ennek ellenére Napóleon nem tudott stratégiai jellegű győzelmet aratni, hiszen a Schwarzenberg herceg parancsnoksága alatt álló, sokkal nagyobb számú orosz haderő érintetlen maradt és továbbra is Párizs felé nyomult előre. A főváros március végén esett el.

## A hadjárat csatái
- Champaubert-i csata (1814. február 10.) - a csata után 4000 orosz hadifoglyot ejtettek és fogságba esett Olszufjev orosz tábornok. Ezzel szemben a franciák kb. 400 főt vesztettek.[1]
- Montmirail-i csata (1814. február 11.) – A csata eredménye 4000 szövetséges és 2000 fő francia veszteség.[1]
- Château-Thierry csata (1814. február 12.) – A csata eredménye 1250 fő porosz és 1500 fő orosz veszteség, illetve 9 ágyú, ezzel szemben a franciák 600 főt vesztettek.[1]
- Vauchamps-i csata (1814. február 14.) – A poroszok 7000 főt és 16 ágyút vesztettek, kb. 600 fős francia veszteséggel szemben.[1]

## Fordítás
- Ez a szócikk részben vagy egészben  a   Six Days Campaign című angol Wikipédia-szócikk fordításán alapul.  Az eredeti cikk szerkesztőit annak laptörténete sorolja fel. Ez a jelzés csupán a megfogalmazás eredetét és a szerzői jogokat jelzi, nem szolgál a cikkben szereplő információk forrásmegjelöléseként.